# ミュージカル・タイムズ
『ミュージカル・タイムズ』（The Musical Times）は、イギリスで編集発行されているクラシック音楽についての学術雑誌。
イギリスで発行されている同種のものとしては最も古い歴史があり、1844年以来、途切れることなく発行が継続されている。1903年に現在の誌名に改題されるまでは、『ミュージカル・タイムズ・アンド・シンギング・クラス・サーキュラー』（The Musical Times and Singing Class Circular）という名称であった。初期においては月刊誌であったが、現在は季刊誌となっている。過去に編集に関わった人物には、スタンリー・セイディ（1967年 - 1987年）やエリック・ウェン（Eric Wen）らがいる。